# Rachid Gara
Rachid Gara (arabe : رشيد قارة), de son nom complet Mohamed Rachid Gara, né le 14 octobre 1930 à Kélibia et mort le 28 mai 2010, est un acteur tunisien.

## Biographie
Il monte pour la première fois sur scène dans la pièce théâtrale Assaghirane en 1954. Après avoir obtenu son diplôme de fin d'études théâtrales à l'École d'art dramatique de Tunis, sous la direction d'Hassen Zmerli, il participe à plusieurs pièces au sein de la Troupe municipale de la ville de Tunis, dont Caligula, Mourad III et Le Maréchal.
Il fonde par la suite l'association des anciens de l'École d'art dramatique où il réalise plusieurs pièces dont Al fidaa et Al Moez Ibn Badis.
Intégrant les rangs de la télévision tunisienne en 1966, il prend part à la majorité des productions télévisées dont Zawbaa Fi Fenjène (1966), Hkeyet Abdelaziz El Aroui (1974), Yahya ben Omar (1983) et Alwathiq Billah Alhafsi (1985).
Au cinéma, il joue dans Au pays du Tararanni de Férid Boughedir, Le Mannequin de Sadok Ben Aïcha, Le Rebelle d'Omar Khlifi et Les Enfants de l'ennui de Rachid Ferchiou.
En reconnaissance de sa carrière artistique, il est décoré des insignes de commandeur de l'Ordre du Mérite au titre du secteur culturel.

## Filmographie

### Cinéma
- 1968 : Le Rebelle d'Omar Khlifi
- 1973 : Au pays du Tararanni de Férid Boughedir
- 1975 :
  - Les Enfants de l'ennui de Rachid Ferchiou
  - Le Pique-nique de Férid Boughdir
- 1976 : Le Mannequin de Sadok Ben Aïcha

### Télévision
- 1966 : Zawbaa Fi Fenjène d'Abderrazak Hammami
- 1974 : Hkeyet Abdelaziz El Aroui de Habib Jomni, Nabil Bessaïda et Salem Sayadi
- 1983 : Yahya ben Omar de Hamadi Arafa, Mohamed Abdelkéfi et Fredj Chouchane
- 1985 :
  - Abderrahman Ibn Khaldoun de Mohamed Abdel Salam, Kamel Rezk et Mustapha Muharram
  - Alwathiq Billah Alhafsi de Hamadi Arafa et Fredj Chouchane
- 1989 : Laylat Houroub d'Adel Jalel, Kamel Rezk et Mohamed Hamza : Néjib
- 1991 :
  - Elnaas Hikaya de Hamadi Arafa, Jamel Eddine Khelif et Moncef Dhouib (invité d'honneur de l'épisode 1) : Abdesselem
  - Julianus Barát de Moez Kamoun (ar)
- 1992 : Eatirafat Almatar Alakhir (soirée télévisée) : Abderrazak
- 1993 : El Asfa d'Abdelkader Jerbi et Ahmed Ameur Tounsi (invité d'honneur) : le voisin de Omar dont la maison a été démolie
- 1994 : Ghada de Mohamed Hadj Slimane : Abderrahmane
- 1996 : El Khottab Al Bab (invité d'honneur des épisodes 6, 7, 11 et 13 de la saison 1) de Slaheddine Essid, Ali Louati et Moncef Baldi : Cheikh Mohamed Baoueb
- 2000 : Mattous de Hamadi Arafa, Ahmed Rajab et Ali Debb (invité d'honneur)
- 2005 :
  - Chara Al Hobb de Hamadi Arafa et Moncef Lazaâr : Hadj Abdessatar
  - Mal w Amal d'Abdelkader Jerbi et Abdelhakim Alimi : ami d'Omrane
- 2007 : Kamanjet Sallema de Hamadi Arafa et Ali Louati : Tijani
- 2009 :
  - Il était une fois de Moncef Kateb et Rachid Gara : le narrateur
  - Ma Tkhafouch de Youssef Charfeddine, Tamer Hamza et Ahmed Abderrahmane : Bastane
- 2016 et 2021 : El Kadhia de Hédi Besbes, Abdelhamid Yayaoui et Ibn Waha : Adnène
- Chère Grand-mère d'Ali Mansour
- Il était une fois de Mohamed Hammami : Oncle Rachid et le narrateur
- Mâlik ibn Anas, l'Imam de la maison Hijri d'Aberrazak Hammami, Abdelkrim Mrak et Mohamed Laroussi Métoui : Anas Abou Malik
- Court et après... de Hédi Besbes, Mohamed Hammami et Mokhtar Hachicha

### Théâtre
- 1954 : Layla Min Alf Laylah Wa Laylah d'Abderrazak Hammami, Abdelmajid Belakhel, Mahfoudh Abderrahman et Noureddine Kasbaoui
- 1966 : Mourad III d'Aly Ben Ayed et Habib Boularès
- 1967 : Le Maréchal d'Abderrazak Hammami, Aly Ben Ayed et Noureddine Kasbaoui
- Caligula d'Aly Ben Ayed et Albert Camus

### Radio
- Le Mamlouk Youssef Saheb Ettabaâ (série) de Mohamed Mokhtar Louzir et Hasanine Ali Belharith : Oncle Ali